# Joachim Pirsch
Joachim Pirsch (26. oktober 1914 - 25. august 1988) var en tysk roer.
Pirsch vandt sølv i dobbeltsculler ved OL 1936 i Berlin, sammen med Willi Kaidel. Tyskerne blev kun slået af briterne Jack Beresford og Dick Southwood, mens Roger Verey og Jerzy Ustupski fra Polen fik bronze.
Pirsch og Kaidel vandt i 1937 EM-guld i dobbeltsculler.

## OL-medaljer
- 1936:  Sølv i dobbeltsculler